# Popytka № 5
Popytka № 5 (in russo Попытка № 5?) è il singolo di debutto del gruppo musicale ucraino VIA Gra, pubblicato nel 2000 come primo estratto dal primo album in studio omonimo.

## Descrizione
È il primo singolo del gruppo, che al tempo era un duo. La canzone ha ricevuto diversi riconoscimenti musicali russi e ucraini, tra cui un Zolotoj grammofon nel 2001.
In un contesto critico nel romanzo di Lina Kostenko, Notes of the Ukrainian Self-Made, vi è un riferimento alla canzone Popytka № 5.
Nel 2015 gli utenti dei social network hanno notato la somiglianza dei testi delle canzoni con gli eventi della politica ucraina.

## Video musicale
Il videoclip per la canzone, diretto da Maks Papernik, è stato girato nella primavera del 2000 a Kiev ed è stato trasmesso per la prima volta il 3 settembre seguente.